# Taosi
Taosi (en xinès: 陶寺, pinyin: Táosì) és un jaciment arqueològic al comtat de Xiangfen, Shanxi (Xina). Taosi és considerat una part de la fase tardana de la cultura de Longshan al sud de Shanxi, coneguda com la fase Taosi (2300 ae-1900 ae).

## Arqueologia
Taosi estava envoltat per una gegantesca muralla de loess premsat. La descobriren entre els anys 1999 i 2001 els arqueòlegs de l'Institut d'Arqueologia (Acadèmia Xinesa de les Ciències Socials); dataren el mur del període Taosi mitjà (fa uns 4.100 o 4.000 anys). Té forma rectangular i una superfície interior de 280 hectàrees.
Una muralla interna de terra premsada separava els recintes residencials i cerimonials de l'elit de les àrees habitades per la plebs, manifestant així una societat estratificada.
L'assentament de Huaxia desbordava el perímetre de la muralla.
Aquest nucli de població és el jaciment Longshan més extens i degué ser un centre de la conca del riu Fen, dins la xarxa hidrogràfica del riu Groc. El jaciment representa el major sistema polític de l'època a la Gran Plana xinesa. Les aglomeracions al jaciment de Taosi demostren un tribalisme avançat, però podrien no haver evolucionat a una organització política major. No foren les aglomeracions de Taosi, sinó la menor complexitat social dels jaciments Longshan –els dispersos sistemes multijeràrquics rivals entre si– els qui donaren lloc als estats primerencs en aquesta zona.

## Antic "observatori"
Taosi també contenia un observatori astronòmic, el més antic de l'Extrem Orient.
Fou descobert entre els anys 2003-2004. Els arqueòlegs desenterraren uns fonaments semicirculars de la fase Taosi Mitjà just al costat de la muralla sud del recinte, que podrien haver-se emprat per a observacions astronòmiques. L'estructura conté una trajectòria externa amb forma semicircular i una plataforma semicircular de terra premsada, d'un diàmetre d'uns 60 m. La plataforma té 42 m de diàmetre i més 1.000 m² de superfície. Es pot reconstruir com un altar de tres nivells.
Si ens situem al centre de l'altar i observem per les clivelles, es pot destriar que la majoria de clivelles s'orienten cap a un punt específic de la muntanya Chongfen, situada a l'est.

## Necròpoli
El cementeri de Taosi cobria una àrea de 30.000 m² (3 hectàrees).
Contenia més de 1.500 tombes. Aquests enterraments de Taosi estaven molt estratificats (els més estratificats dels jaciments Longshan): la riquesa funerària es concentrava en nou grans tombes, ubicades en estances diferenciades amb tapials; tenien un gran aixovar funerari (algunes amb més de 200 objectes, incloent-hi jade, campanes de coure, instruments musicals de fusta amb pell de cocodril); les tombes de grandària mitjana contenien sarcòfags de fusta policroms i objectes de luxe; la majoria de les tombes petites no tenien aixovar funerari. També es troba en una tomba de Taosi una campana de bronze.

## Relació amb l'emperador Yao
Alguns arqueòlegs xinesos creuen que Taosi era on s'ubicava l'estat Youtang (有唐), conquistat per l'emperador Yao (segons la tradició, circa. 2356–2255 ae), i que n'era la capital.
Segons alguns registres clàssics xinesos com el Yao Dian (Document de Yao) en el Shang Shu (El llibre de documents o Llibre del temps passat), i el Wudibenji (Memòries dels cinc emperadors) en el Shiji (Registres del gran historiador), l'emperador Yao encarregà a funcionaris astronòmics que observassen els fenòmens celestes com l'eixida o posta del sol, i els estels del capvespre en el zenit per poder establir un calendari solar i lunar amb 366 dies a l'any, incloent-hi un mes de traspàs. L'observatori trobat a Taosi coincideix amb aquests registres.
Es pensa que la ciutat desaparegué a causa d'una rebel·lió contra la classe dirigent.